# Дароци, Золтан
Золтан Балинт Дароци (венг. Daróczy Zoltán Bálint; 23 июня 1938 — 12 сентября 2023) — венгерский математик, профессор Дебреценского университета, действительный член Венгерской академии наук (1990), депутат Государственного собрания (1990—1998).

## Биография
Родился 23 июня 1938 года в городе Бихарторда в семье нотариуса и домохозяйки. После окончания начальной школы учился в Дебрецене в Протестантском колледже и Университете им. Кошута, диплом с отличием.
В 1961—1962 годах стажёр Математического исследовательского института, научный руководитель профессор Янош Ацель (Janos Aczel).
С 1962 года в Университете им. Кошута на преподавательской и научной работе. В 1967 году защитил кандидатскую диссертацию, с 1968 года доцент. В 1976 году защитил докторскую диссертацию и был утверждён в звании профессора. Зав. кафедрой анализа (1968—1984), декан факультета естественных наук (1974—1980), директор Института математики (1984—1989), проректор (1984—1987), ректор (1987—1990), основатель и в 1990—2008 годах директор докторантуры математики и компьютерных наук. С 2008 года эмеритированный профессор.
Сфера научных интересов — функциональные уравнения и функциональные неравенства.
С 1985 года член-корреспондент, с 1990 года академик Венгерской академии наук. С 2008 года почётный член Гамбургского математического общества.
С 1990 по 1998 год депутат Государственного собрания от Венгерской социалистической партии (был одним из её основателей).
Умер 12 сентября 2023 года.
Сын — Балинт Дароци (Bálint Daróczy), математик.

## Награды
Премия Пала Эрдеша (1981), премия Грюнвальда Гезы (1962), премия Венгерской академии наук по математике (1980), медаль Тибора Селе (1988), премия Альберта Сент-Дьёрдьи (1998), премия Сеченьи (2004), Средний крест ордена «За заслуги перед Венгерской Республикой» (2008).

## Сочинения
- Functional Equations — Results and Advances. Zoltan Daroczy, Zsolt Páles · 2013.- 360 стр.
- A. Aczél und Z. Daróczy, Charakterisierung der Entropien positiver Ordnung und der Shannonschen Entropie. Acta Math. Acad. Sci. Hung. 14 (1963), 95-121.
- J. Aczél und Z. Daróczy, Über verallgemeinerte quasilineare Mittelwerte, die mit Gewichtsfunktionen gebildet sind. Publ. Math. Debrecen 10 (1963), 171—190.
- Z Daróczy. Einige Ungleichungen über die mit Gewichtsfunktionen gebildeten Mittelwerte. Monatsh. Math., 68 (1964), pp. 102—112.

Соавтор изданной на английском языке монографии:
- On Measures of Information and Their Characterizations. J. Aczél, Z. Daróczy. Academic Press, 1975 — Всего страниц: 234.